# Jordi Oliva
Jordi Oliva Izquierdo (nacido el 30 de mayo de 1959 en Tarrasa, Provincia de Barcelona y fallecido el 1 de diciembre de 2014) fue un jugador de hockey sobre hierba español. Disputó los Juegos Olímpicos de Los Ángeles 1984 y los de Seúl 1988  con España, obteniendo un octavo, y noveno puesto, respectivamente. Sus hijos Gigi y Roc también son jugadores de hockey sobre hierba e internacionales por España.

## Participaciones en Juegos Olímpicos
- Los Ángeles 1984, puesto 8.
- Seúl 1988, puesto 9.